# THE GREAT OF ALL
『THE GREAT OF ALL』（ザ・グレイト・オヴ・オール）は、CBS・ソニーより発売された矢沢永吉のベスト・アルバムのシリーズ。
本項では、同シリーズ全般について記載。楽曲はすべてCBS・ソニー在籍時の音源。

## THE GREAT OF ALL
矢沢初のベスト・アルバム。全曲リミックス。
収録曲の「ひき潮（別テイク）」は曲名の通り、既発のシングル・ヴァージョンからヴォーカルが別テイクに差し替えられている。

### 収録曲
全作曲：矢沢永吉
1. 黒く塗りつぶせ
  - 作詞：西岡恭蔵
2. ワン・ナイト・ショー
  - 作詞：糸井重里
3. ゴールドラッシュ
  - 作詞：山川啓介
4. チャイナタウン
  - 作詞：山川啓介
5. 鎖を引きちぎれ
  - 作詞：山川啓介
6. Mr. T.
  - 作詞：ちあき哲也
7. 時間よ止まれ
  - 作詞：山川啓介
8. 古いラヴ・レター
  - 作詞：西岡恭蔵
9. 苦い涙
  - 作詞：山川啓介
10. I SAY GOOD-BYE,SO GOOD-BYE
  - 作詞：相沢行夫
11. 世話がやけるぜ
  - 作詞：木原敏雄
12. ひき潮（別テイク）
  - 作詞：山川啓介、編曲：渋井博

## THE GREAT OF ALL VOL.2
前作から5ヶ月後に発売された、2作目のベスト・アルバム。本作は矢沢の選曲。ロックンロール盤（DISC 1）とバラード盤（DISC 2）の2枚で構成。

### 収録曲
全作曲：矢沢永吉

#### DISC.1（ロックンロール盤）
1. トラベリン・バス
  - 作詞：西岡恭蔵
2. サブウェイ特急
  - 作詞：松本隆
3. ウイスキー・コーク
  - 作詞：相沢行夫
4. バイ・バイ・サンキュー・ガール
  - 作詞：木原敏雄
5. あの娘と暮らせない
  - 作詞：西岡恭蔵
6. 真赤なフィアット
  - 作詞：西岡恭蔵
7. ラッキー・マン
  - 作詞：木原敏雄
8. アップタイト
  - 作詞：ちあき哲也
9. 真夜中のロックン・ロール
  - 作詞：矢沢永吉
10. ガラスの街
  - 作詞：木原敏雄
11. セクシー・キャット
  - 作詞：相沢行夫
12. キザな野郎
  - 作詞：相沢行夫
13. 気ままなロックン・ローラー
  - 作詞：西岡恭蔵
14. バイ・バイ・マイ・ラヴ
  - 作詞：相沢行夫

#### DISC.2（バラード盤）
1. 最後の約束
  - 作詞：相沢行夫
2. 今日の雨
  - 作詞：木原敏雄
3. キャロル
  - 作詞：相沢行夫
4. バーボン人生
  - 作詞：西岡恭蔵
5. さめた肌
  - 作詞：木原敏雄
6. 天使たちの場所
  - 作詞：糸井重里
7. 雨のハイウェイ
  - 作詞：相沢行夫
8. ライフ・イズ・ヴェイン
  - 作詞：西岡恭蔵
9. 燃えるサンセット
  - 作詞：相沢行夫
10. ラスティン・ガール
  - 作詞：ちあき哲也
11. 夏のフォトグラフ
  - 作詞：西岡恭蔵
12. A DAY
  - 作詞：西岡恭蔵

## THE GREAT OF ALL -Special Version-
3作目のベスト・アルバム。
本作はCBS・ソニー初の矢沢のCD作品で、収録曲はすべて初CD化（本作のレコード、カセットテープは存在しない）。楽曲は『THE GREAT OF ALL』と『THE GREAT OF ALL VOL.2』からのセレクトに加え、どちらにも選曲されなかった「長い旅」を収録。なお、1997年にはミニディスク版も発売された。

### 収録曲
全作曲：矢沢永吉
1. バイ・バイ・サンキュー・ガール
2. 黒く塗りつぶせ
3. ゴールドラッシュ
4. チャイナタウン
5. 古いラヴ・レター
6. 世話がやけるぜ
7. 時間よ止まれ
8. キャロル
9. ライフ・イズ・ヴェイン
10. ウィスキー・コーク
11. 雨のハイウェイ
12. バーボン人生
13. さめた肌
14. Mr.T.
15. 苦い涙
16. 長い旅作詞：山川啓介

## 矢沢永吉全集
CBS・ソニーで4作目、通算で5作目（ワーナー・パイオニアより発売された『THE BORDER』含む）のベスト・アルバム。
CBS・ソニーにおける2作目の矢沢のCDであり、こちらもレコードおよびカセットテープは存在しない。
内容は、DISC 1が『THE GREAT OF ALL』、DISC 2 - 3が『THE GREAT OF ALL VOL.2』と同じ。DISC 4は、3枚のライブ・アルバム『THE STAR IN HIBIYA』『スーパーライブ 日本武道館』『LIVE 後楽園スタジアム』から選曲。
本作はCD4枚組で、当時同時期に発売されたBOXセット「全集」シリーズの一環。ほかに松田聖子『Seiko Box』、五輪真弓『フェイバリット・ソングス』、吉田拓郎『吉田拓郎全集/歌草子』、郷ひろみ『郷ひろみ全集/'72〜'85 DANDYISM』などがある。

### 収録曲
全作曲：矢沢永吉
DISC 1
DISC 2 - 3
DISC 4
1. 黒く塗りつぶせ[3]
2. あの娘と暮らせない[3]
3. ゴールドラッシュ[3]
4. 苦い涙[3]
5. 親友[3]
  - 作詞：山川啓介
6. 長い旅[3]
7. 雨のハイウェイ[4]
8. ライフ・イズ・ヴェイン[5]
9. ウイスキー・コーク[5]
10. 燃えるサンセット[5]
11. 恋の列車はリバプール発[5]
  - 作詞：相沢行夫
12. サブウェイ特急[5]
13. 古いラヴ・レター[5]
14. アイ・ラヴ・ユー、OK[3]
  - 作詞：相沢行夫